# Jefferson Cepeda
Jefferson Albeiro Cepeda Hernández (* 2. März 1996 in La Playa, Provinz Carchi) ist ein ecuadorianischer Radrennfahrer.

## Sportliche Laufbahn
Bis zum Alter von 14 Jahren spielte Jefferson Cepeda, der auf dem Bauernhof seiner Großeltern in El Playón de San Francisco aufgewachsen ist, Fußball. Dann animierte der frühere Radsportler und Olympiateilnehmer von 1992, Juan Carlos Rosero, ihn und andere junge Männer aus dem Ort, mit dem Radsport zu beginnen.
2016 hatte Cepeda erste Erfolge bei internationalen Rennen: So gewann er eine Etappe der Volta Ciclística Internacional do Rio Grande do Sul und die Bergwertung der Vuelta a Guatemala. Im Jahr darauf entschied er ebenfalls jeweils die Bergwertungen bei Rundfahrten – des Cascade Cycling Classic und der Vuelta a Guatemala – für sich, bei der Rundfahrt in Guatemala gewann er zudem eine Etappe. 2018 wurde er zweifacher nationaler Meister, im Einzelzeitfahren sowie im Straßenrennen. Bei den Südamerikaspielen gewann er das Straßenrennen. Er wurde Dritter der Kantabrien-Rundfahrt.
2019 wurde Cepeda Panamerikameister im Straßenrennen. Noch im August desselben Jahres wurde er Mitglied im Team Caja Rural-Seguros RGA. Nach vier Jahren ohne zählbaren Erfolg startete er in die Saison 2024 mit zahlreichen Top-10-Platzierungen, bevor er im Juli die Gesamtwertung der Tour of Qinghai Lake für sich entschied. Mit dem Gewinn der dritten Etappe der Tour du Limousin 2024 konnte er direkt einen weiteren Erfolg seinem Palmarès hinzufügen.
Daraufhin erhielt Cepeda zur Saison 2025 einen Vertrag beim UCI WorldTeam Movistar. Zu Beginn ser der Saison wurde er zum zweiten Mal nationaler Zeitfahrmeister.

## Familie
Cepedas zwei Jahre jüngerer Cousin Jefferson Alexander Cepeda Ortiz, mit dem er täglich gemeinsam trainiert, ist ebenfalls erfolgreicher Radrennfahrer, so belegte er beim U23-Straßenrennen der Panamerikameisterschaft 2019 Rang drei. Zur Unterscheidung nennt er sich Alexander Cepeda.

## Erfolge
2016
- eine Etappe Volta Ciclística Internacional do Rio Grande do Sul
- Bergwertung Vuelta a Guatemala

2017
- Bergwertung Cascade Cycling Classic
- Eine Etappe und Bergwertung Vuelta a Guatemala

2018
- Südamerikaspiele – Straßenrennen
- Ecuadorianischer Meister – Straßenrennen, Einzelzeitfahren

2019
- Panamerikameister – Straßenrennen

2022
- Juegos Bolivarianos – Straßenrennen

2024
- Gesamtwertung Tour of Qinghai Lake
- eine Etappe Tour du Limousin

2025
- Ecuadorianischer Meister – Einzelzeitfahren

## Grand Tour-Platzierungen
| Grand Tour            | 2020 | 2021 | 2022 | 2023 | 2024 | 2025 |
| --------------------- | ---- | ---- | ---- | ---- | ---- | ---- |
| Giro d’ItaliaGiro     | –    | –    | –    | –    | –    | 34   |
| Tour de FranceTour    | –    | –    | –    | –    | –    |      |
| Vuelta a EspañaVuelta | 116  | 32   | –    | DNF  | –    |      |